# Старший учитель
Старший учитель — педагогічне звання, яке може присвоюватись педагогічним працівникам, які мають кваліфікаційну категорію «спеціаліст вищої категорії» або «спеціаліст I категорії», а за наявності освіти в обсязі закладі вищої освіти I—II рівня акредитації та іншого навчального закладу еквівалентного рівня — стаж безпосередньої педагогічної роботи не менше 8 років та найвищий відповідний посадовий оклад (ставку заробітної плати).

## Джерело
- Наказ Міністерства освіти і науки України «Про затвердження Типового положення про атестацію педагогічних працівників України» № 310 від 20.08.93 року

1. ↑  Міністерство освіти України. Міністерство освіти України (Українською) . 20 серпня 1993.